# روابط اسرائیل و پالائو
روابط اسرائیل و پالائو به روابط دوجانبه میان دولت اسرائیل و جمهوری پالائو اشاره دارد.
اسرائیل اولین کشور خارج از اقیانوس آرام بود که در سال ۱۹۹۴ پس از استقلال پالائو با آنها روابط دیپلماتیک برقرار کرد. اسرائیل به پذیرش پالائو در سازمان ملل رائ مثبت داد و به این دولت نوپا کمک اقتصادی کرد. وزارت امور خارجه اسرائیل کاروانهایی از کارشناسان کشاورزی و ماهیگیری را برای کمک به آموزش مردم محلی به پالائو اعزام کرده‌است. اسرائیل در کورور یک سفارت دارد.
از سال ۲۰۰۶، پالائو بالاترین میزان رای‌گیری را با اسرائیل در سازمان ملل متحد داشت.
در سال ۲۰۰۶، رئیس پالائو توماس رمنگساو جونیور از اسرائیل دیدار کرد و با نخست‌وزیر اسرائیل ایهود اولمرت و رئیس‌جمهور موشه کاتساو دیدارهایی انجام داد. رمنگسو در حین بازدید گفت: «ما بهترین دوستان هستیم و برای یادآوری این دوستی اینجا هستیم.»
در دسامبر سال ۲۰۱۷، پالائو یکی از ۹ کشوری بود (از جمله ایالات متحده و اسرائیل) که به رای تصویب شده توسط مجمع عمومی سازمان ملل متحد در محکومیت شناختن بیت‌المقدس توسط ایالات متحده به عنوان پایتخت اسرائیل رأی مثبت داد.